# Olympische Winterspiele 2010/Teilnehmer (Mongolei)
| Gelbes Symbol für Goldmedaillen mit stilisierten Olympischen Ringen | Graues Symbol für Silbermedaillen mit stilisierten Olympischen Ringen | Braundes Symbol für Bronzemedaillen mit stilisierten Olympischen Ringen |
| ------------------------------------------------------------------- | --------------------------------------------------------------------- | ----------------------------------------------------------------------- |
| —                                                                   | —                                                                     | —                                                                       |

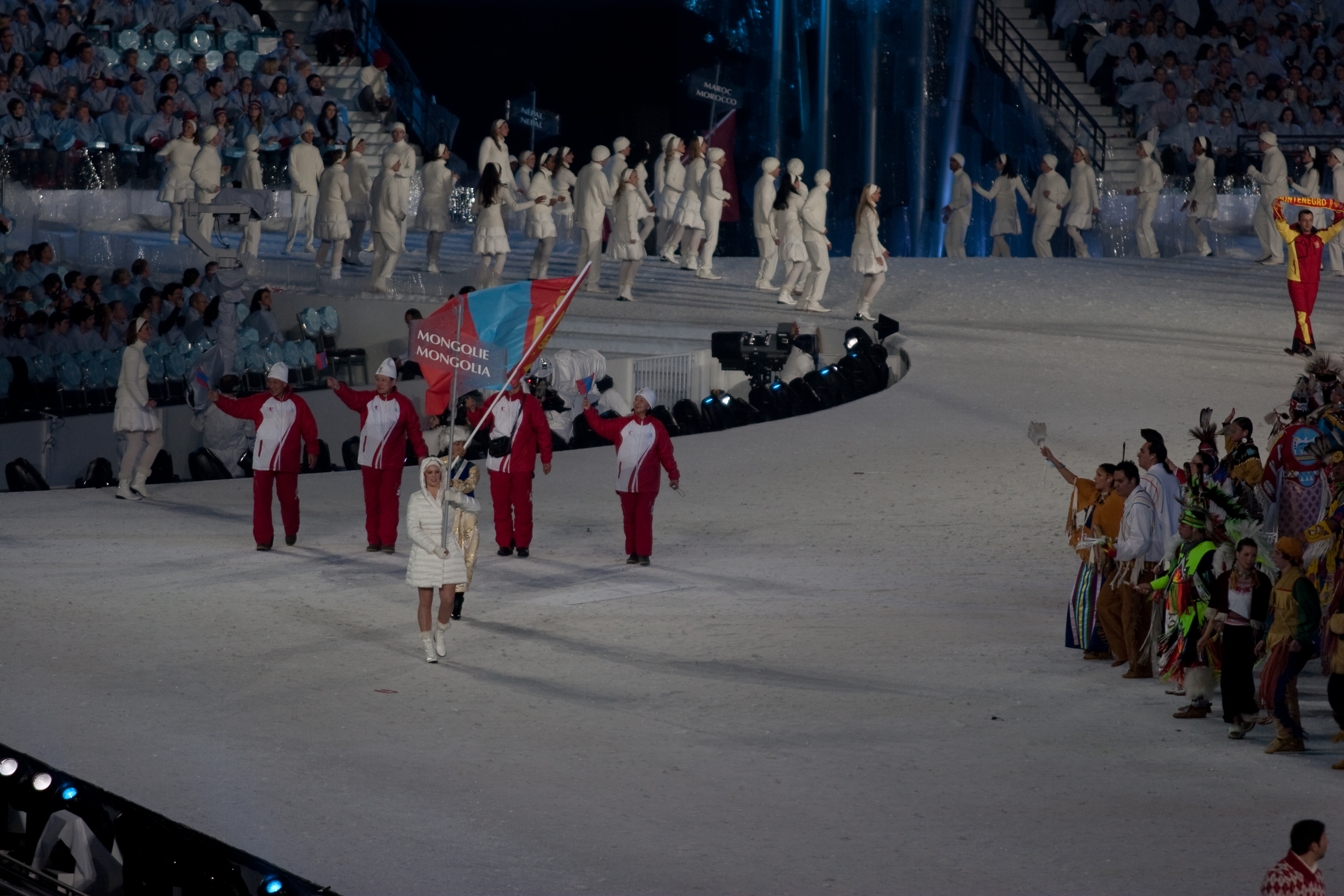
Einmarsch der mongolischen Delegation

Die Mongolei nahm an den Olympischen Winterspielen 2010 im kanadischen Vancouver mit zwei Sportlern im Skilanglauf teil.

## Skilanglauf

### Männer
- Chürelbaataryn Chasch-Erdene
15 km Freistil: 87. Platz

### Frauen
- Erdene-Otschiryn Otschirsüren
10 km Freistil: 74. Platz